# Trégunc

Trégunc este o comună în departamentul Finistère, Franța. În 1 ianuarie 2022 avea o populație de 7.094 de locuitori.